# Bleach (album)
Bleach là album phòng thu đầu tay của ban nhạc rock người Mỹ Nirvana, được hãng đĩa Sub Pop phát hành ngày 15 tháng 6 năm 1989. Sau khi phát hành đĩa đơn đầu tay là "Love Buzz" qua Sub Pop vào tháng 11 năm 1988, Nirvana chuẩn bị trong hai đến ba tuần để thu âm toàn bộ album. Nơi thu âm chính của Bleach là phòng thu Reciprocal Recording tại Seattle, Washington, từ tháng 12 năm 1988 đến tháng 1 năm 1989. Đây là album duy nhất Nirvana phát hành dưới hãng Sub Pop và là album duy nhất có Chad Channing chơi trống.
Khi mới ra mắt, Bleach không lọt vào bảng xếp hạng nhưng được giới phê bình đánh giá cao. Năm 1992, khi được Geffen Records tái phát hành toàn cầu sau thành công của album thứ hai là Nevermind, Bleach vươn lên vị trí thứ 89 trên Billboard 200, 33 trên BXH album Anh Quốc và 34 trên BXH album Úc. Năm 2009, Sub Pop ra mắt ấn bản kỷ niệm 20 năm phát hành Bleach, bổ sung thêm 12 bài hát thu âm tại một buổi diễn trực tiếp của Nirvana ở Portland, Oregon năm 1990.
Bleach đã bán được 40.000 bản tại Bắc Mỹ trước khi Nevermind phát hành. Kể từ đó, nó đã được Hiệp hội Công nghiệp Ghi âm Hoa Kỳ (RIAA) trao chứng nhận Bạch kim và bán được hơn 1,9 triệu bản tại Hoa Kỳ. Nó là album bán chạy nhất từ trước đến nay của Sub Pop và khó có khả năng bị đối thủ khác vượt qua. Sau khi trưởng nhóm Kurt Cobain qua đời vào tháng 4 năm 1994, album nổi tiếng trở lại và vươn lên dẫn đầu BXH Top Pop Catalog Albums. Tháng 4 năm 2019, Bleach được xếp hạng 13 trên danh sách "50 album grunge vĩ đại nhất" của tạp chí Rolling Stone.

## Thu âm
Sau khi phát hành đĩa đơn đầu tay là "Love Buzz" qua Sub Pop vào tháng 11 năm 1988, Nirvana luyện tập trong hai đến ba tuần để chuẩn bị thu một album đầy đủ, tuy Sub Pop chỉ yêu cầu họ thu một EP. Nơi thu âm chính của Bleach là phòng thu Reciprocal Recording tại Seattle, Washington với nhà sản xuất địa phương Jack Endino.
Nirvana tiến hành một buổi thu dài năm tiếng vào ngày 24 tháng 12 năm 1988. Ban nhạc thu âm tiếp từ ngày 29–31 tháng 12, và 14 và 24 tháng 1. Ba ca khúc của album – "Floyd the Barber," "Paper Cuts" và "Downer" – đã được thu âm từ trước tại Reciprocal Studios vào năm 1988 cùng tay trống Dale Crover. Tuy đã thử thu âm lại cùng tay trống mới Chad Channing, cuối cùng ban nhạc vẫn quyết định remix bản thu với Crover cho phiên bản chính thức của Bleach. "Big Long Now" bị loại khỏi album vì theo Endino, ca sĩ/nghệ sĩ guitar Kurt Cobain cảm thấy "Bleach đã có đủ những bài chậm, nặng nề rồi," nên anh "không muốn phát hành bài đó." Các ca khúc đã được chỉnh sửa và sắp xếp thứ tự, nhưng người đứng đầu Sub Pop là Bruce Pavitt lại đòi sắp xếp lại toàn bộ album. Đĩa nhạc tiếp tục bị hoãn thêm vài tháng trước khi Sub Pop quyên đủ tiền phát hành.
Ca sĩ chính Kurt Cobain cảm thấy bị áp lực phải sáng tác nhạc cho Bleach phù hợp với phong cách grunge mà hãng đĩa và làng nhạc Seattle đương thời ưa chuộng. Album được đánh giá là tiêu cực và ảm đạm; Cobain giải thích anh viết phần lớn lời nhạc vào đêm trước ngày thu âm lúc đang "bực," và anh không xem trọng những ca từ này lắm.
Endino tính ban nhạc 606,17 đô la Mỹ cho 30 tiếng thu âm. Một nghệ sĩ guitar tên Jason Everman có ấn tượng tốt về demo Nirvana thu với Crover và trả tiền thay họ. Anh cũng gia nhập Nirvana một thời gian ngắn với tư cách tay guitar thứ hai. Everman được liệt kê là nghệ sĩ guitar ở mặt sau album và xuất hiện trên ảnh minh họa album, dù anh không hề chơi bài nào cho Bleach. Nghệ sĩ bass Krist Novoselic giải thích, "Bọn tôi muốn cậu ấy cảm thấy thoải mái trong ban nhạc."

## Âm nhạc
Theo Cobain, nhạc của Bleach được viết sao cho hợp với dòng grunge mà Sub Pop ủng hộ nhiệt tình. Anh nói, "Sub Pop và giới grunge gây áp lực phải chơi 'nhạc rock,'" và cho biết mình phải "đơn giản hóa nó, làm nó nghe giống Aerosmith." Cobain cũng cảm thấy mình phải đáp ứng đòi hỏi nghe nhạc grunge để xây dựng một lượng người hâm mộ ổn định, do đó khi làm album này, nét sáng tác đậm chất nghệ thuật và pop của anh bị kìm nén. Trong một bài phỏng vấn năm 2001 với Rolling Stone, Krist Novoselic tiết lộ cả nhóm từng nghe một băng nhạc trên xe lưu diễn, một mặt băng nhạc thu album của The Smithereens, mặt kia thu album của ban nhạc extreme metal Celtic Frost, và cho rằng sự kết hợp này cũng có tác động đến Bleach. Nhạc của Bleach được miêu tả là "ảm đạm, ngột ngạt có chủ ý và thưa thớt ca từ, không có sự cuồng nhiệt hay cảm giác được giải tỏa khi biểu diễn trực tiếp." Cobain nói các ca khúc có cấu trúc "một chiều," và mục tiêu của anh là bày tỏ "một khía cạnh lịch sự, tao nhã hơn của bản thân."
Nhà viết tiểu sử Christopher Sandford miêu tả các ca khúc của Bleach: "Giai điệu của 'Paper Cuts' chịu ảnh hưởng từ nhạc dân gian và mang nhịp điệu nặng nề của một ca khúc Led Zeppelin thời kỳ đầu; 'Mr. Moustache' nhắm đến người hâm mộ nam của Nirvana; 'Downer' cũng thể hiện sự khinh thường lạ lùng nhóm nhạc dành cho người nghe." Tuy chỉ có bốn câu, Sanford cảm thấy "School"  đáng nhớ nhờ phần điệp khúc "đóng vai trò đột phá." "Scoff" là "lời châm chọc sau chót dành cho [cha mẹ Cobain]," còn "Negative Creep" được anh viết về chính mình. Sanford nghĩ "About a Girl" có "giai điệu hài hòa và điệp khúc mỉa mai." Trong tạp chí Sounds, Keith Cameron miêu tả bản chất của bài hát là "đầy hào hứng và phấn chấn," nhưng cũng ẩn chứa "một cảm giác nguy hiểm rõ ràng là cả bài có thể sụp đổ bất cứ lúc nào. Từ nốt đầu đến nốt cuối không hề có sự giải tỏa." Trong quyển sách Nirvana: The Stories Behind Every Song, Chuck Crisafulli khen "trong các tác phẩm của Cobain, ['About a Girl'] nổi bật bởi có nguồn gốc rất cụ thể và chủ đề rất thực," vì Cobain dành tặng bài này cho bạn gái lúc ấy là Tracy Marander. Crisafulli tin rằng ca khúc "khắc họa hoàn mỹ nỗi giận dữ, tổn thương và sự dịu dàng còn sót lại của một mối tình đổ vỡ, không thành, và gói gọn tất cả vào những lời ca, điệp khúc hấp dẫn khó cưỡng."
Trong một cuộc phỏng vấn năm 1989 với nhà báo John Robb của Sounds, Cobain chia sẻ, "Khi tôi viết một bài hát, ca từ là phần kém quan trọng nhất. [...] Tôi có thể nói về hai, ba chủ đề khác nhau trong một bài hát, mà cái tiêu đề chẳng hề liên quan gì cả." Anh cho biết chủ đề các ca khúc của Bleach là "sự giận dữ, tiêu cực," nhưng anh lại hạnh phúc hơn từ khi ra ở riêng, nên "đôi khi tôi tự làm khó bản thân để vẫn thấy giận dữ, [...] gây gổ với người khác chẳng hạn." Anh cũng cho biết hầu như lời bài hát trong Bleach đều kể về thời anh sống tại Aberdeen.
Năm 1993, Cobain chia sẻ cùng Spin là đối với Bleach, anh "không quan tâm ca từ nói về cái gì" và viết 80 phần trăm lời nhạc vào đêm trước ngày thu âm. Anh cũng thường soạn lời khi đang trên đường đến phòng thu. Anh giải thích: "Giống như tôi thấy bực. Không biết là vì sao. Tôi cứ gào những lời tiêu cực, miễn nó không phân biệt giới tính và gây mất mặt quá là được. Tôi chẳng quý chuộng gì những lời nhạc ấy." Nhà viết tiểu sử Michael Azerrad lại cho rằng nhiều bài hát trong album vẫn phản ánh con người Cobain và nhiều sự kiện trong đời anh. "Mr. Moustache" thể hiện sự ác cảm Cobain dành cho mẫu người tự cho mình là nam tính, còn "School" chỉ trích giới âm nhạc Seattle, đặc biệt là Sub Pop.

## Phát hành và quảng bá

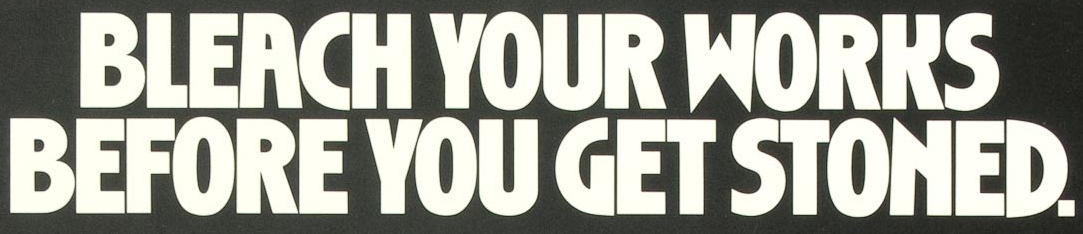
Tiêu đề của album ("thuốc tẩy") ám chỉ những tờ áp phích sức khỏe cộng đồng của thập niên 1980, khuyến cáo người chích heroin dùng thuốc tẩy khử trùng kim tiêm để ngăn ngừa truyền nhiễm HIV. Khẩu hiệu viết: "Hãy tẩy trùng dụng cụ trước khi say thuốc."

Ảnh bìa album được bạn gái khi ấy của Cobain là Tracy Marander chụp tại một buổi diễn ở phòng triển lãm nghệ thuật Reko Muse, Olympia, Washington. Ngày 25 tháng 2 năm 1989, Nirvana biểu diễn tại nhiều địa điểm dọc bờ Tây Hoa Kỳ, bao gồm Đại học Washington. Cả nhóm bắt đầu chuyến lưu diễn châu Âu đầu tiên cùng ban nhạc Tad tại Riverside, một địa điểm âm nhạc ở Newcastle upon Tyne vào ngày 23 tháng 10 năm 1989. Ngày 3 tháng 12, họ có một buổi biểu diễn thành công tại London Astoria. Christopher Sanford thuật lại: "Khi các chuyên gia thời trang nhận xét về 'kiểu áo sơ mi kẻ ca rô độc quyền và áo len với họa tiết hình học xấu xí từ thập niên 1950' của Cobain, coi đó như ví dụ cho 'sự thanh lịch không cao cấp,' họ quên rằng áo flannel và áo len là trang phục thường ngày trong khí hậu đại dương của vùng Tây Bắc." Cobain để ý điều này và nói anh không hề có ý khởi xướng mốt hay xử sự như một hình mẫu.
Trong quá trình thu âm, tiêu đề của album là Too Many Humans. Album được đổi tên thành Bleach ("thuốc tẩy") sau khi Cobain trông thấy một tờ áp phích kêu gọi phòng ngừa AIDS lúc lái xe qua San Francisco. Tờ áp phích khuyến cáo người nghiện heroin khử trùng kim tiêm bằng thuốc tẩy trước khi dùng, với khẩu hiệu "Bleach Your Works." Tại Úc, Bleach được phát hành qua hãng Waterfront Records và tái phát hành dưới dạng đĩa than và bìa nhiều màu trước năm 1992.
Do ngày một bất mãn với Everman trong thời gian lưu diễn quảng bá Bleach, Nirvana hủy những ngày diễn cuối cùng và về Washington. Bấy giờ họ vẫn chưa bảo Everman là anh đã bị đuổi, song về sau Everman lại nói mình tự ý rời nhóm. Tuy Sub Pop không quảng bá Bleach rộng rãi như các album khác, nó vẫn có doanh thu ổn định đối với một đĩa nhạc Sub Pop. Dù vậy, Cobain vẫn thất vọng vì hãng đĩa ít quảng bá và phân phối album.
Tháng 4 năm 1992, sau khi album thứ hai của Nirvana là Nevermind gặt hái thành công, Sub Pop phát hành ấn bản remaster của Bleach dưới dạng LP, CD và băng cassette. Geffen Records xử lý bản phát hành quốc tế. Bản CD được xếp trong bìa cứng gập, kèm theo một tập sách nhỏ chứa ảnh ban nhạc từ năm 1987 tới 1990. Ngày 3 tháng 11 năm 2009, nhân kỷ niệm 20 năm phát hành album, Sub Pop ra mắt ấn bản deluxe của Bleach, chứa 13 bài hát gốc được George Marino remaster vào tháng 3 năm 2009 và 12 bài thu âm tại một buổi hòa nhạc ở nhà hát Pine Street, Portland, Oregon vào năm 1990. Everman không còn được ghi công thu âm album nhưng vẫn xuất hiện ở bìa trước và được đặc biệt cảm ơn trong tập sách đính kèm.

## Đón nhận
| Đánh giá chuyên môn           | Đánh giá chuyên môn |
| Nguồn đánh giá                | Nguồn đánh giá      |
| Nguồn                         | Đánh giá            |
| ----------------------------- | ------------------- |
| AllMusic                      | [ 1 ]               |
| Billboard                     | [ 37 ]              |
| Blender                       | [ 38 ]              |
| Mojo                          | [ 39 ]              |
| NME                           | 8/10                |
| Pitchfork                     | 8.5/10              |
| Q                             | [ 42 ]              |
| Rolling Stone                 | [ 43 ]              |
| The Rolling Stone Album Guide | [ 44 ]              |
| Select                        | 4/5                 |

Bleach không bán chạy nhưng được giới chuyên môn đánh giá tích cực khi mới phát hành. Edwin Pouncey của NME nhận xét album là "âm thanh ồn nhất, ác nhất mà Sub Pop khám phá được cho đến nay. Thô sơ đến nỗi khiến ban nhạc cùng hãng là Mudhoney nghe chẳng khác gì Genesis, Nirvana tăng âm lượng, khạc nhổ và leo lên đỉnh núi rác âm nhạc," và cho nó số điểm tám trên mười. Thurston Moore của nhóm Sonic Youth nói mình "rất thích" album, miêu tả nó là "ban sơ," còn phong cách sáng tác thì "du dương trọn vẹn" nhưng cũng "đậm chất punk."
Sau này, khi nhìn lại, Anthony Carew từ trang About.com nói album đã "định nghĩa toàn bộ thập niên 90" và đánh giá nó bốn trên năm sao. Stephen Thomas Erlewine của AllMusic đánh giá album ba sao rưỡi trên năm sao, nhận xét "Kurt Cobain bộc lộ dấu hiệu của một tài năng sáng tác nhạc lớn, đặc biệt là ở bản ballad âm giai thứ 'About a Girl' và sự kích động nặng nề của 'Blew.'" Ông cũng nói "nó là màn ra mắt của một ban nhạc có tiềm năng nhưng chưa đạt được tiềm năng đó." Tạp chí Rolling Stone gọi Bleach là "một bản hit vừa phải trên đài phát thanh trường đại học và trong cộng đồng underground/DIY." Robert Christgau đánh giá nó có thể đạt điểm "A–" và viết trong The New Yorker, "Nay, khi đã quen thuộc với tài năng xuất chúng của Cobain, ta có thể thấy rõ tài năng ấy nơi [...] Bleach. Người bạn thân khổng lồ, tếu táo chơi bass của Cobain, Krist Novoselic, thì góp phần khôi hài vào sự xấc xược náo loạn của ban nhạc." Năm 2000, tác giả Dave Thompson tin rằng "trong lịch sử không có lời nào nói xấu [album]," nhưng cũng nói nếu "bạn vừa trở về từ sao Hỏa sau vài thập kỷ, thì có lẽ 42 phút nghe lo-fi gầm rú cũng sẽ không thay đổi đời bạn là bao."
Trước khi Nevermind phát hành, Bleach đã bán được 40.000 bản tại Bắc Mỹ. Lần tái phát hành năm 1992 thành công hơn trên bảng xếp hạng – Bleach vươn lên vị trí thứ 89 trên Billboard 200, 33 trên BXH Anh Quốc, 34 trên BXH Úc và 22 trên BXH Phần Lan. Cái chết của Kurt Cobain vào tháng 4 năm 1994 giúp Bleach nổi tiếng trở lại, vươn lên vị trí thứ sáu trên BXH Top Pop Catalog trong tuần đầu tiên sau khi anh qua đời và dẫn đầu bảng vào ngày 7 tháng 5. Ấn bản deluxe năm 2009 xuất hiện trên BXH Catalog Albums ở vị trí thứ bảy. Bleach được Hiệp hội Công nghiệp Ghi âm Hoa Kỳ trao chứng nhận Bạch kim vào tháng 2 năm 1995 và đã bán được khoảng 1,9 triệu bản tại Hoa Kỳ, tính đến tháng 9 năm 2016. Nó cũng được Hiệp hội Công nghiệp ghi âm Canada trao chứng nhận Vàng. Nó là album bán chạy nhất của Sub Pop từ trước đến nay.

## Danh sách ca khúc
Tất cả các ca khúc được viết bởi Kurt Cobain, trừ khi có ghi chú.
| STT              | Nhan đề                     | Sáng tác           | Thời lượng |
| ---------------- | --------------------------- | ------------------ | ---------- |
| 1.               | "Blew"                      |                    | 2:55       |
| 2.               | "Floyd the Barber"          |                    | 2:18       |
| 3.               | "About a Girl"              |                    | 2:48       |
| 4.               | "School"                    |                    | 2:42       |
| 5.               | "Love Buzz" (Shocking Blue) | Robbie van Leeuwen | 3:35       |
| 6.               | "Paper Cuts"                |                    | 4:06       |
| 7.               | "Negative Creep"            |                    | 2:56       |
| 8.               | "Scoff"                     |                    | 4:10       |
| 9.               | "Swap Meet"                 |                    | 3:03       |
| 10.              | "Mr. Moustache"             |                    | 3:24       |
| 11.              | "Sifting"                   |                    | 5:22       |
| Tổng thời lượng: | Tổng thời lượng:            | Tổng thời lượng:   | 37:19      |

| Ca khúc bổ sung cho hầu hết các bản tái phát hành | Ca khúc bổ sung cho hầu hết các bản tái phát hành | Ca khúc bổ sung cho hầu hết các bản tái phát hành | Ca khúc bổ sung cho hầu hết các bản tái phát hành |
| STT                                               | Nhan đề                                           | Sáng tác                                          | Thời lượng                                        |
| ------------------------------------------------- | ------------------------------------------------- | ------------------------------------------------- | ------------------------------------------------- |
| 12.                                               | "Big Cheese"                                      | Cobain, Krist Novoselic                           | 3:42                                              |
| 13.                                               | "Downer"                                          |                                                   | 1:43                                              |
| Tổng thời lượng:                                  | Tổng thời lượng:                                  | Tổng thời lượng:                                  | 42:44                                             |

| Ca khúc bổ sung ấn bản kỷ niệm 20 năm (biểu diễn trực tiếp tại nhà hát Pine Street vào ngày 9 tháng 2 năm 1990 – Portland, Oregon) | Ca khúc bổ sung ấn bản kỷ niệm 20 năm (biểu diễn trực tiếp tại nhà hát Pine Street vào ngày 9 tháng 2 năm 1990 – Portland, Oregon) | Ca khúc bổ sung ấn bản kỷ niệm 20 năm (biểu diễn trực tiếp tại nhà hát Pine Street vào ngày 9 tháng 2 năm 1990 – Portland, Oregon) | Ca khúc bổ sung ấn bản kỷ niệm 20 năm (biểu diễn trực tiếp tại nhà hát Pine Street vào ngày 9 tháng 2 năm 1990 – Portland, Oregon) |
| STT | Nhan đề | Sáng tác | Thời lượng |
| --- | --- | --- | --- |
| 14. | "Intro" | | 0:53 |
| 15. | "School" | | 2:36 |
| 16. | "Floyd the Barber" | | 2:17 |
| 17. | "Dive" | Cobain, Novoselic | 3:42 |
| 18. | "Love Buzz" (Shocking Blue) | van Leeuwen | 2:58 |
| 19. | "Spank Thru" | | 2:59 |
| 20. | "Molly's Lips" (The Vaselines) | Eugene Kelly, Frances McKee | 2:16 |
| 21. | "Sappy" | | 3:19 |
| 22. | "Scoff" | | 3:53 |
| 23. | "About a Girl" | | 2:28 |
| 24. | "Been a Son" | | 2:01 |
| 25. | "Blew" | | 4:32 |

Ghi chú
- "Love Buzz" được thay bằng "Big Cheese" trong bản phát hành năm 1989 tại Anh Quốc,[60] nhưng được đưa vào CD tái phát hành năm 1992 tại Anh Quốc.
- "Big Cheese" ban đầu là mặt B của "Love Buzz".
- "Downer" có trong CD 1990 nhưng không có trong cassette 1990. Nó xuất hiện trong cả CD 1992 và cassette 1992.
- Ca khúc bổ sung "Spank Thru" trong bản kỷ niệm 20 năm trước đây được phát hành ở mặt B trên CD của đĩa đơn Sliver vào năm 1991.[61]
- Ca khúc bổ sung "Molly's Lips" trong bản kỷ niệm 20 năm trước đây được phát hành dưới dạng đĩa đơn vào tháng 1 năm 1991.[61]
- Ca khúc bổ sung "About a Girl" trong bản kỷ niệm 20 năm trước đây được phát hành ở mặt B trên CD và đĩa than 12" của đĩa đơn Sliver vào năm 1991.[61]

## Thành phần tham gia sản xuất
Nirvana
- Kurt Cobain[62] – hát, guitar (dưới tên "Kurdt Kobain")
- Krist Novoselic[62] – guitar bass (dưới tên "Chris Novoselic")
- Chad Channing – trống

Những người tham gia khác
- Dale Crover – chơi trống bài "Floyd the Barber", "Paper Cuts" và "Downer"
- Jack Endino – sản xuất
- Tracy Marander – nhiếp ảnh
- Charles Peterson – nhiếp ảnh
- Lisa Orth – thiết kế
- Jane Higgins – bố cục

Jason Everman xuất hiện trên bìa trước và được liệt kê là nghệ sĩ guitar thứ hai của Nirvana, nhưng không chơi bài nào cho album.

## Xếp hạng

### Bản phát hành gốc năm 1989
| Xếp hạng (1989)             | Vị trí cao nhất |
| --------------------------- | --------------- |
| UK Indie Albums (MRIB)      | 8               |
| US Progressive Retail (CMJ) | 37              |
| US College Radio (CMJ)      | 22              |

### Bản tái phát hành năm 1992
| Xếp hạng (1992)                              | Vị trí cao nhất |
| -------------------------------------------- | --------------- |
| Album Úc (ARIA)                              | 34              |
| Album Áo (Ö3 Austria)                        | 26              |
| Album Bỉ (Ultratop Wallonie)                 | 23              |
| European Top 100 Albums (Music & Media)      | 49              |
| Album Phần Lan (The Official Finnish Charts) | 22              |
| Album Đức (Offizielle Top 100)               | 24              |
| Album Nhật Bản (Oricon)                      | 46              |
| Album New Zealand (RMNZ)                     | 30              |
| Album Anh Quốc (OCC)                         | 33              |
| UK Indie Albums (Music Week)                 | 5               |
| Album Hoa Kỳ Billboard 200                   | 89              |

| Xếp hạng (1994)                      | Vị trí cao nhất |
| ------------------------------------ | --------------- |
| Album Hoa Kỳ Top Catalog (Billboard) | 1               |

### Ấn bản kỷ niệm 20 năm
| Xếp hạng (2009)                      | Vị trí cao nhất |
| ------------------------------------ | --------------- |
| Album Bỉ (Ultratop Vlaanderen)       | 100             |
| Album Anh Quốc (OCC)                 | 127             |
| Album Hoa Kỳ Top Catalog (Billboard) | 7               |

| Xếp hạng (2021)                | Vị trí cao nhất |
| ------------------------------ | --------------- |
| Album Bỉ (Ultratop Vlaanderen) | 25              |

## Chứng nhận
| Quốc gia                                                                           | Chứng nhận | Số đơn vị/doanh số chứng nhận |
| ---------------------------------------------------------------------------------- | ---------- | ----------------------------- |
| Úc (ARIA)                                                                          | Bạch kim   | 70.000^                       |
| Canada (Music Canada)                                                              | Vàng       | 50.000^                       |
| Pháp (SNEP)                                                                        | 2× Vàng    | 200.000*                      |
| Ba Lan (ZPAV)                                                                      | Vàng       | 50.000*                       |
| Anh Quốc (BPI)                                                                     | Bạch kim   | 300.000^                      |
| Hoa Kỳ (RIAA)                                                                      | Bạch kim   | 1.900.000                     |
| * Chứng nhận dựa theo doanh số tiêu thụ. ^ Chứng nhận dựa theo doanh số nhập hàng. |            |                               |

## Phát hành
| Năm  | Định dạng           | Hãng đĩa           | Lưu trữ    | Chú thích |
| ---- | ------------------- | ------------------ | ---------- | --------- |
| 1989 | LP                  | Sub Pop            | SP34       | [ 1 ]     |
| 1989 | Cassette            | Sub Pop            | SP34a      | [ 1 ]     |
| 1989 | CD                  | Sub Pop            | SP34b      | [ 1 ]     |
| 1992 | CD                  | Geffen Records     | 24433      | [ 1 ]     |
| 1995 | CD                  | Geffen Records     | 1929       | [ 1 ]     |
| 2005 | LP                  | Phantom Records    | TUPLP6     | [ 1 ]     |
| 2005 | CD                  | Warner Music Group | 9878700342 | [ 1 ]     |
| 2008 | LP                  | Warner Music Group | 7840034    | [ 86 ]    |
| 2009 | LP                  | Sub Pop Records    | 70834      | [ 86 ]    |
| 2009 | CD                  | Sub Pop Records    | 70834      | [ 86 ]    |
| 2009 | Rhino Entertainment | 5186561462         | [ 87 ]     |           |